# Florentin Durand
Florentin Durand (* 9. November 1982 in Saint-Martin-d’Hères) ist ein ehemaliger französischer Skispringer.

## Werdegang
Sein internationales Debüt gab Durand in der Saison 1998/99 im Skisprung-Continental-Cup. In seiner ersten Saison erreichte er dabei insgesamt sieben Continental Cup und damit Rang 127 der Gesamtwertung. Auch in der folgenden Saison 1999/2000 erreichte er diesen Rang in der Gesamtwertung. Am 15. August 2000 gab er sein Debüt im Skisprung-Grand-Prix als Teil des französischen Teams beim Teamspringen in Hinterzarten. Als 13. konnte das Team jedoch nur den letzten Platz erreichen.
Die Saison 2000/01 wurde zu seiner erfolgreichsten Saison. So erreichte er insgesamt 163 Punkte und damit Rang 56 der Gesamtwertung. In der folgenden Saison 2001/02 konnte er an diesen Erfolg nicht mehr anknüpfen und erreichte lediglich Rang 237 der Gesamtwertung. Trotz dieses Misserfolges gehörte er am 12. Januar 2002 erstmals zum Kader im Skisprung-Weltcup. In Willingen erreichte er im Einzel nicht den zweiten Durchgang und erreichte Rang 45. Mit der Mannschaft landete er im Teamspringen auf Rang sechs.
Bei den Olympischen Winterspielen 2002 in Salt Lake City startete er im Einzel von der Großschanze, verpasste dabei jedoch die Qualifikation deutlich. Im Teamspringen wurde er gemeinsam mit Emmanuel Chedal, Nicolas Dessum und Rémi Santiago Zehnter. Im Februar 2003 startete er nach einem erfolglosen Jahr im Continental Cup noch einmal in Willingen im Weltcup. Dabei verpasste er die Weltcup-Punkteränge im zweiten Springen nur um einen Platz. Zu Beginn der Weltcup-Saison 2003/04 startete Durand noch einmal in Kuusamo und Trondheim, konnte sich aber mit den Plätzen 66 und 40 erneut nicht in den Punkten platzieren. Im Anschluss daran wechselte er erneut in den Continental Cup.
Seine Karriere beendete er mit zwei Continental-Cup-Starts im Juli 2004 in Oberstdorf, bei denen er jedoch ohne Punkte deutlich einen Erfolg verpasste.

## Erfolge

### Continental-Cup-Platzierungen
| Saison  | Platz | Punkte |
| ------- | ----- | ------ |
| 1998/99 | 127.  | 007    |
| 1999/00 | 127.  | 034    |
| 2000/01 | 056.  | 163    |
| 2001/02 | 237.  | 009    |
| 2002/03 | 109.  | 049    |
| 2003/04 | 122.  | 004    |